# Usbekische Küche

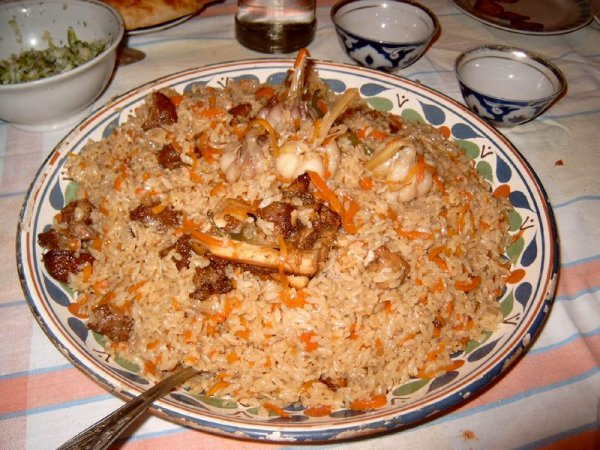
Plow

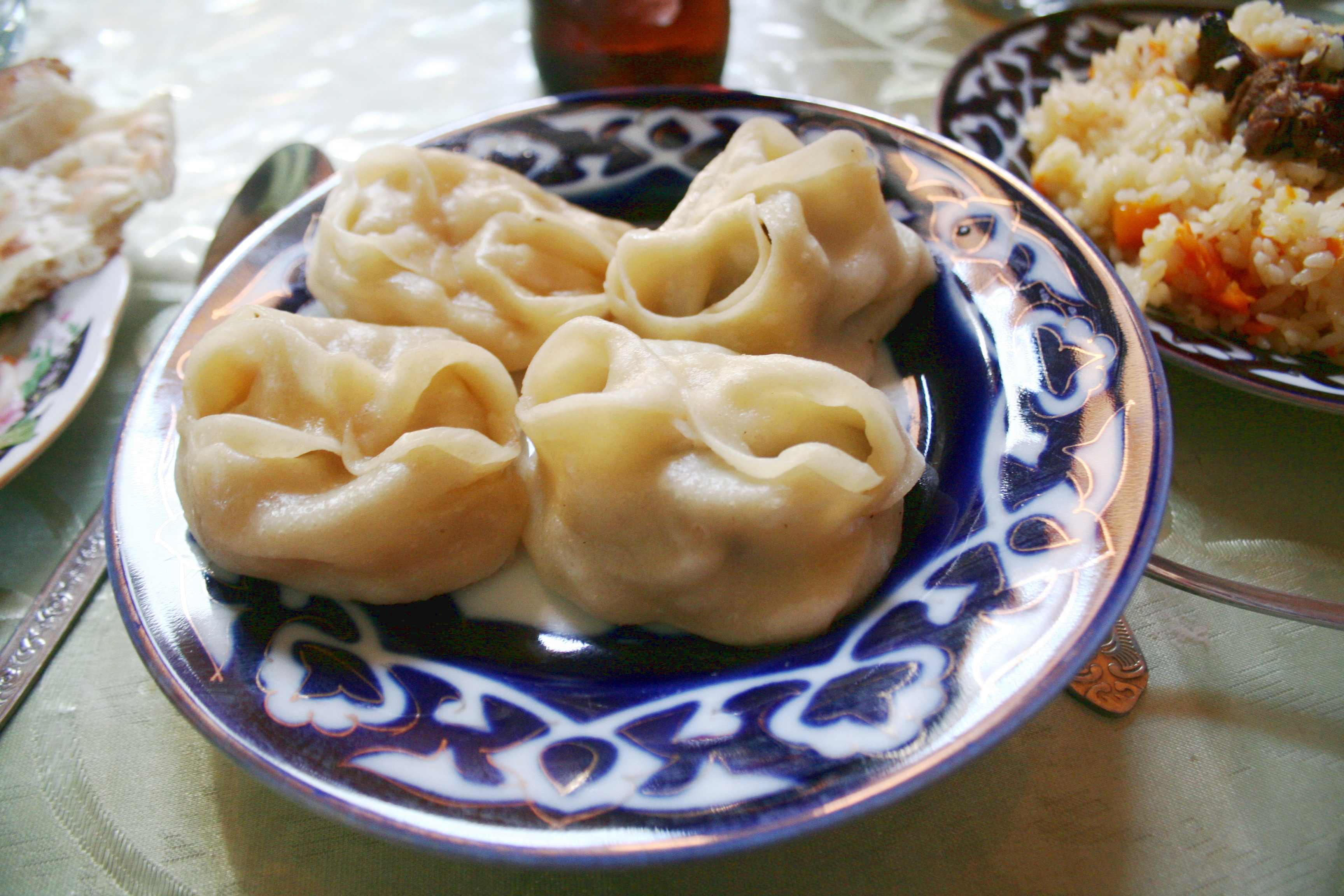
Usbekische Mantı

Als usbekische Küche bezeichnet man die Küche Usbekistans. Typische Gerichte sind die Suppen Schurpa und Naryn, der Salat Bachor, das Hauptgericht Plow, Mantı, Laghman (das sowohl als Hauptgericht als auch als Nachspeise gereicht wird) und Halwa.

## Allgemeines
Die Geschichte der usbekischen Küche bzw. die Herkunft der verschiedenen usbekischen Gerichte lässt sich teilweise mehrere Jahrhunderte zurückverfolgen. Daher lassen sich die auch noch heute üblichen, traditionellen Rituale beim Zubereiten der Speisen erklären. Heute wie auch vor mehreren Jahrhunderten ist die usbekische Küche auf Grund der Lage, Sprache, Kultur und Religion Usbekistans eng mit der orientalischen Küche und den Küchen anderer turksprachigen Länder eng verbunden. Auch russische Einflüsse sind vorhanden.

## Speisen

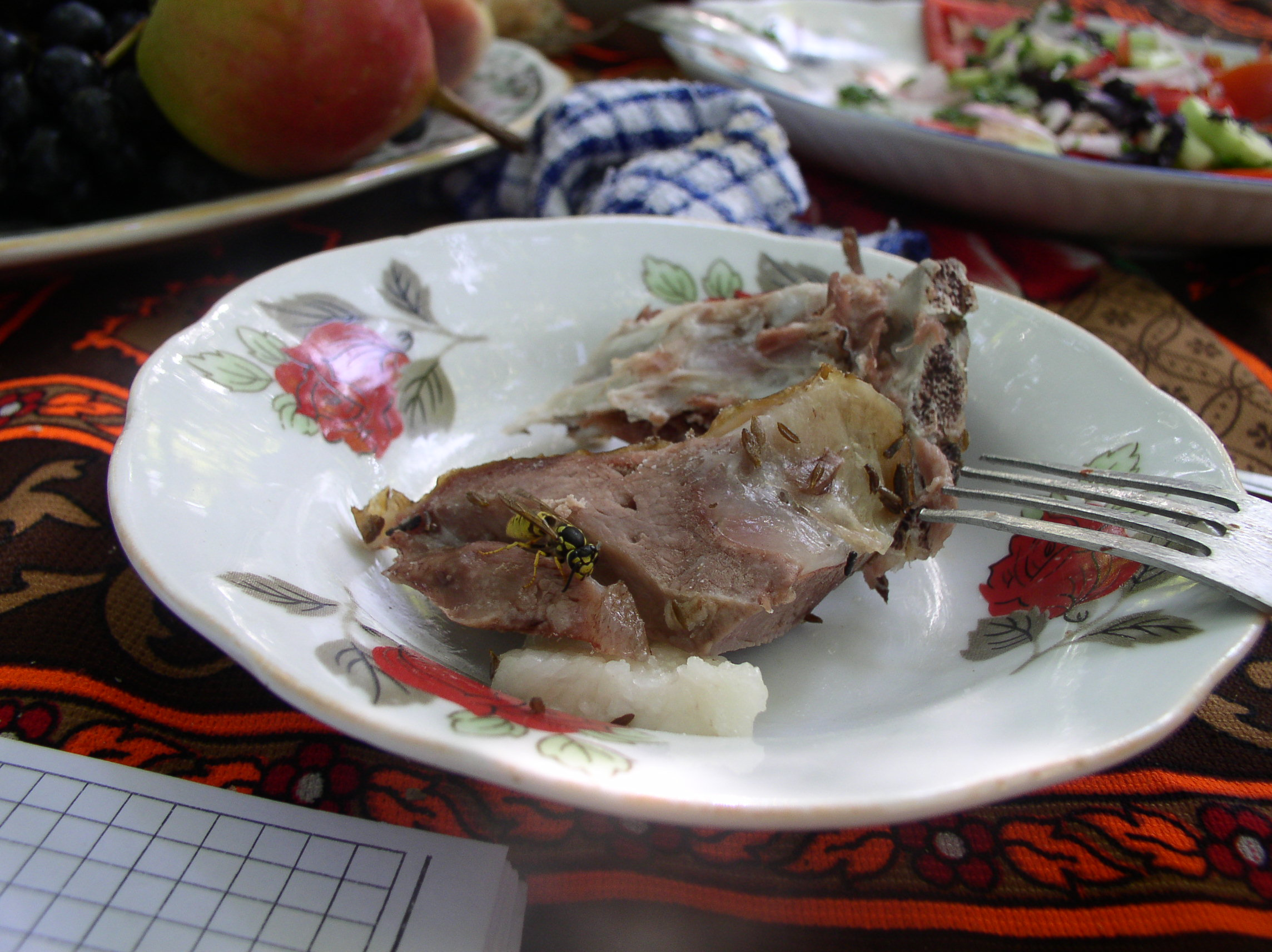
„Tandyr-Kebab“ (Hammelfleisch, das in einem sogenannten Tandyr-Ofen gebacken wird)

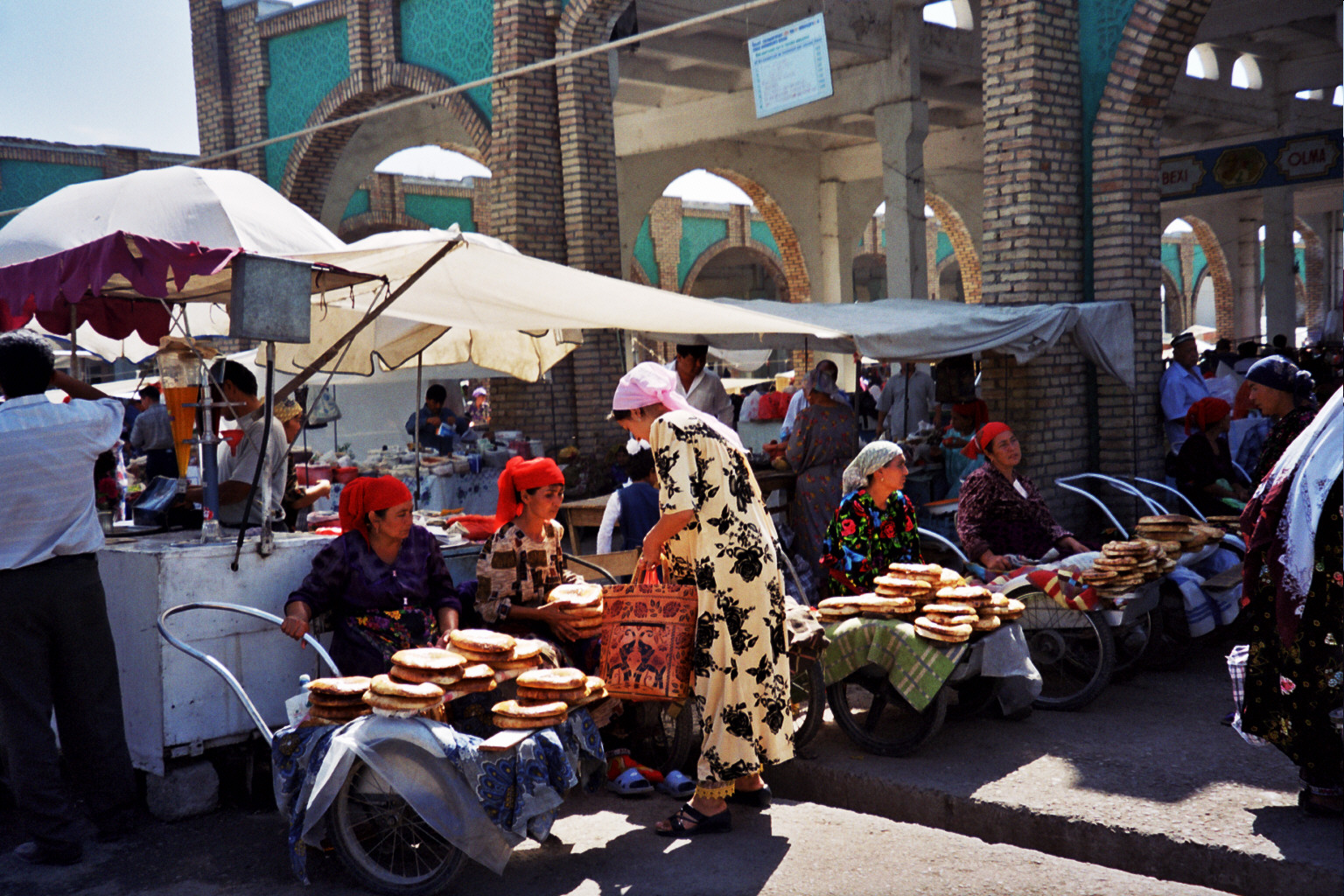
Usbekinnen verkaufen das landestypische Fladenbrot „Non“ auf einem Markt in Shaxrisabz

Das Nationalgericht des Landes ist das Reisgericht Plow, das in jedem Landesteil anders zubereitet wird und von dem es mehr als 500 Zubereitungsarten gibt.
Grundnahrungsmittel sind vor allem Reis und Brot, das früher als heilig galt und um das sich zahlreiche Legenden ranken. Als Brot wird vor allem Fladenbrot verzehrt, das noch heute auf traditionelle Weise an den Innenwänden eines großen Tonofens (Tandyr) gebacken wird. Des Weiteren wird in Usbekistan – wie in anderen türkischen bzw. muslimischen Ländern – viel Kebap („gegrilltes oder gebratenes Fleisch“) und Sesam gegessen. Zum Braten wird häufig das Fett von Fettschwanzschafen verwendet.

## Getränke
In Usbekistan wird das ganze Jahr vor allem grüner Tee in Teehäusern getrunken. Im Sommer dagegen werden Ayran, ein gekühlter, flüssiger Joghurt, und Fruchtsäfte bevorzugt. Alkoholische Getränke finden im Allgemeinen keinen großen Zuspruch, außer Wein, von dem, für ein überwiegend muslimisch bevölkertes Land, ausgesprochen viel getrunken wird. Die meist getrunkenen Weine in Usbekistan sind Gulyakandoz, Shirin, Cabernet und der Aleatiko. Bier wird meist importiert, wie beispielsweise das bekannte Baltika oder auch Heineken. In Usbekistan selbst wird gebraut, in Taschkent das Sarbast, in Samarkand Alt stadt und Pulsar und in Buchara Bucharapivo – seit 2003 Azia (als usbekisch-deutsches Joint Venture).